# Discocyrtus prospicuus
Discocyrtus prospicuus es una especie de arácnido  del orden Opiliones de la familia Gonyleptidae.

## Características generales
Su cuerpo mide aproximadamente 1,5 cm, Como casi todos los opiliones, sus ojos están sobre una prominencia u oculario, que en 
este caso posee dos espinas casi paralelas. Dorsalmente en el prosoma, se pueden observar un par de espinas romas.

Existe dimorfismo sexual, los machos presentan la coxa IV dorsalmente granosa, muy desarrollada, y con una apófisis apical bífida dirigida hacia atrás. El fémur del cuarto par de  patas es también sumamente robusto y espinoso. Los machos poseen un largo pene y las hembras un ovipositor con el cual ponen los huevos.

## Distribución geográfica
Se encuentra en Argentina, Paraguay y en Uruguay. En Uruguay ha sido citado en los Departamentos de Artigas, Colonia, Paysandú y San José.
Zona central de Chile en el secano costero y la cordillera de la costa.